# 氷の花 (落合祐里香の曲)
氷の花（こおりのはな）は、落合祐里香が2009年に出した12thマキシシングルである。12ヶ月連続CDリリースの第12弾。品番はYZAE-5014。

## 収録曲
1. 氷の花 
  - 作詞：落合祐里香、作曲：林有三、編曲：The Night Sift
2. 蜉蝣
  - 作詞：落合祐里香、作曲：林有三、編曲：The Night Sift
3. 氷の花（inst）
4. 蜉蝣（inst）